# Carl Siebert
Carl Siebert (* 15. Januar 1922 in Schmallenberg; † 4. Januar 2012 in Paris) war ein Maler, Graveur und Skulpteur.

## Leben und Arbeit

Logo Stern

Carl Siebert wuchs in Schmallenberg im Sauerland auf. Anschließend ging er zunächst nach Wuppertal, um dort an der Werkkunstschule (Gesamthochschule) Wuppertal Graphik, Illustration und Wandmalerei zu studieren. Später zog es ihn als Graphiker und Illustrator nach Köln und Hamburg. Von 1956 bis 1962 arbeitete er als Artdirektor bei Gruner + Jahr für den Stern in Hamburg. Als künstlerischer Atelierleiter hat er dort verschiedene Dinge geändert und neu gestaltet, so unter anderem die Titelseiten der Zeitschriften Stern und Die Zeit. Das rote aufrechtstehende Rechteck mit dem weißen Stern auf dem Titelblatt ist unter seiner Leitung entstanden. Anschließend lernte er Malerei bei Arnold Fiedler in Hamburg. Seit 1964 lebte der selbstständiger Maler, Graveur und Skulpteur in Paris. Carl Siebert verstarb nach längerer Krankheit 2012 im Alter von 89 Jahren. Carl Sieberts letzte Ruhestätte befindet sich auf dem Friedhof in Schmallenberg.

## Werke (Auszug)
- 1979: Beton-Relief, Friedhofskapelle Schmallenberg
- 1982: Naturstein-Skulptur, Schützenplatz in Schmallenberg
- 1994: Kurzgeschichten von Karl Siebert, Der Querpfeifer, Westfälisches Schiefer-Bergbau-Museum Schmallenberg (Hrsg.), 2004

Einige seiner Werke befinden sich in der Sammlung des Schieferbergbau- und Heimatmuseums in Schmallenberg.

## Preise/Ehrungen
- Siegpreis beim Deutschen Graphikwettbewerb 1962[1][3]
- Zum Gedenken an den Künstler enthüllten der Bürgermeister und der Vorsitzende des Schmallenberger Bezirksausschusses am  15. Januar 2013 eine Erinnerungstafel an Sieberts Geburtshaus in der Oststraße 7.[4]